# Agrypon adiscoidellatum
Agrypon adiscoidellatum är en stekelart som först beskrevs av Constantineanu och Petcu 1969.  Agrypon adiscoidellatum ingår i släktet Agrypon och familjen brokparasitsteklar. Inga underarter finns listade i Catalogue of Life.